# Bordj Ali
Pour les articles homonymes, voir Arago.
Bordj Ali (en arabe : برج علي, anciennement Arago lors de la colonisation), est un village de la commune de Settara, dans la wilaya de Jijel en Algérie. La localité est considérée comme la plus importante après le chef-lieu de la commune Settara.

## Géographie
Bordj Ali est situé à 2 km au sud-est de Settara, chef-lieu de la commune, sur la route qui relie Settara à Ghebala, ville située à environ 6 km au sud du village.
Le village est limité :
- au nord, par le village de Boucharef ;
- à l'ouest, par le mont Moul Ed Demamène, culminant à 1 176 m ;
- à l'est, par Oued Bou Siaba ;
- au sud, le village d'Agouf.